# رائض

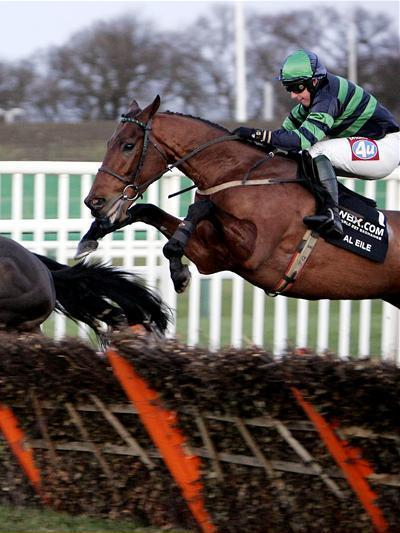
فارس يمتطي حصان.

الرائض أو الفارس أو القَيَّاس أو المُقَاوِس (بالإنجليزية:Jockey) هو الشخص الذي يركب الخيول في سباقات الخيل أو سباقات الموانع، وتعتبر هذه مهنة. تنطبق كلمة أيضا على راكبي الجمال في سباقات الهجن.

## روابط خارجية
- نقابة راكبي الخيول.